# 뉴질랜드 총독
뉴질랜드의 총독(영어: Governor-General of New Zealand)은 뉴질랜드의 국가원수다. 영국의 군주인 찰스 3세를 대신하는 부왕 성격의 대표인이다. 찰스 3세가 다른 15개의 영국 연방 왕국의 군주이고, 영국에 살고 있기 때문에 찰스 3세는 뉴질랜드의 총리의 조언에 따라 뉴질랜드 왕국의 헌법상의 의무와 의례행사를 담당하기 위해 뉴질랜드 총독을 임명한다.
현재 뉴질랜드 총독은 뉴질랜드 행정부가 1839년 뉴사우스웨일스 식민지 하에 있었을 때 생겨났는데, 이 때 당시 뉴질랜드의 통치자는 뉴질랜드에 대한 사법권을 넘겨받았다. 하지만 1840년 뉴질랜드가 영국의 식민지가 된 이후, 뉴질랜드는 독립된 행정부를 가지게 되었다. 현재 뉴질랜드 총독과 그 기능은 1917년부터 시작되었고, 현재 직위는 1983년 뉴질랜드 총독 직위 구성 법안에 의해 "뉴질랜드 왕국 총독 겸 총사령관"이라는 권한이 부여되었다. 총독의 헌법상의 의무는 뉴질랜드의 행정위원회를 주재하고, 뉴질랜드의 총리와 판사를 임명하며, 법률의 제정을 재가받고, 뉴질랜드 의회를 소집하고 해산하는 것이다. 총독은 이러한 기능을 뉴질랜드 선출 정부의 자문에 따라서만 수행한다. 뉴질랜드의 총독은 중요한 의례사항을 가지는데 웰링턴 총독관저에서 행사를 주최하고, 뉴질랜드 전역에서 회담을 열고, 뉴질랜드의 공동체에 크게 기여한 개인과 집단에게 수훈하는 역할이 있다. 해외를 순방할 때 뉴질랜드 총독은 뉴질랜드의 대표인으로 여겨지기 때문에, 일부는 뉴질랜드 총독을 뉴질랜드의 실질적인 지도자라고 본다.
뉴질랜드의 총독은 초기에 영국 군주와 영국 정부를 대표했기 때문에 대부분의 옛 총독은 영국인이었고 1890년대부터 소수의 귀족이 이 자리를 계승했다. 1931년 제정된 웨스트민스터 헌장을 1947년 채택하면서, 뉴질랜드 총독은 영국으로부터 독립하여 뉴질랜드 군주를 개인적으로 대표하게 되었다. 1972년 데니스 블런델 경은 최초의 뉴질랜드인 총독이 되었다.
공식적으로 뉴질랜드의 총독의 정해진 임기는 "군주의 뜻"(at the monarch's pleasure)에 따르지만, 보통 5년 임기로 임명되고 짧게 연장될 수 있다. 현재 총독은 2021년 10월 21일부터 임기가 시작된 신디 키로이다. 총독에 대한 행정적 지원은 뉴질랜드 총리 및 내각부에서 제공한다.